# Neolophron canberrai
Neolophron canberrai là một loài tò vò trong họ Ichneumonidae.